# Mohammed Aliyu Datti
Mohammed Aliyu Datti (Kaduna, 14 marzo 1982) è un ex calciatore nigeriano, di ruolo attaccante.

## Carriera

### Club
Inizia la sua carriera da calciatore in patria, tra le file del Zaria Young Strikers. Arriva in Italia nel 1997, acquistato dalle giovanili del Padova in modo particolarmente curioso: il presidente Cesare Viganò raccontò che era indeciso se acquistare Garba o Aliyu (visto che il regolamento gli imponeva di comprare solo un extracomunitario) e scelse quest'ultimo a caso, facendo bim-bum-bam.
Con i biancorossi riuscì a esordire in prima squadra nel campionato di Serie B, collezionando 4 presenze pur non essendo ancora sedicenne. Dopo un breve passaggio nelle giovanili del Ravenna, nel 1998 passa al Milan, che lo inserisce nei ranghi della sua squadra Primavera; riesce comunque a collezionare due presenze in prima squadra in Serie A, aggiudicandosi anche uno Scudetto con i rossoneri, nella stagione 1998-1999. Per la presenza di molti campioni in squadra, il Milan lo manda in prestito in Serie B, prima al Monza (26 presenze, 3 gol) e poi al Siena (4 gare).
Per mancanza di spazio, nel 2003, il Milan decide di privarsene definitivamente, e Aliyu emigra in Belgio, acquisendone anche il passaporto. Milita prima nello Standard Liegi (28 presenze e 8 gol), poi nel Mons (30 gare, 14 gol), nel Gent (23 presenze, 2 gol), nello Zulte Waregem, per poi ritornare al Mons. Nel 2009 torna in patria, ai Niger Tornadoes, ma nell'agosto dello stesso anno si trasferisce nuovamente in Europa firmando con il Dessel Sport, squadra della terza divisione belga, dove nel 2010 termina la carriera.

### Nazionale
Ha giocato nella nazionale under 23 nigeriana.
È stato poi, anche se raramente, nel giro della nazionale maggiore nigeriana, con cui ha totalizzato 5 presenze e una rete.

## Statistiche

### Presenze e reti nei club
Statistiche aggiornate al 1º dicembre 2013.
| Stagione        | Squadra         | Campionato      | Campionato | Campionato | Coppe nazionali | Coppe nazionali | Coppe nazionali | Coppe continentali | Coppe continentali | Coppe continentali | Altre coppe | Altre coppe | Altre coppe | Totale | Totale |
| Stagione        | Squadra         | Comp            | Pres       | Reti       | Comp            | Pres            | Reti            | Comp               | Pres               | Reti               | Comp        | Pres        | Reti        | Pres   | Reti   |
| --------------- | --------------- | --------------- | ---------- | ---------- | --------------- | --------------- | --------------- | ------------------ | ------------------ | ------------------ | ----------- | ----------- | ----------- | ------ | ------ |
| 1997-1998       | Padova          | C1              | 4          | 0          | CI              | 0               | 0               | -                  | -                  | -                  | -           | -           | -           | 4      | 0      |
| lug.-dic. 1998  | Ravenna         | B               | 0          | 0          | CI              | 0               | 0               | -                  | -                  | -                  | -           | -           | -           | 0      | 0      |
| gen.-giu. 1999  | Milan           | A               | 1          | 0          | CI              | 0               | 0               | -                  | -                  | -                  | -           | -           | -           | 1      | 0      |
| 1999-2000       | Milan           | A               | 1          | 0          | CI              | 0               | 0               | UCL                | 0                  | 0                  | SI          | 0           | 0           | 0      | 0      |
| set. 2000       | Milan           | A               | -          | -          | CI              | 1               | 0               | UCL                | 0                  | 0                  | -           | -           | -           | 1      | 0      |
| 2000-2001       | Monza           | B               | 26         | 3          | CI              | -               | -               | -                  | -                  | -                  | -           | -           | -           | 26     | 3      |
| 2001-2002       | Milan           | A               | 0          | 0          | CI              | 0               | 0               | CU                 | 0                  | 0                  | -           | -           | -           | 0      | 0      |
| Totale Milan    | Totale Milan    | Totale Milan    | 2          | 0          |                 | 1               | 0               |                    | 0                  | 0                  |             | 0           | 0           | 3      | 0      |
| 2002-2003       | Siena           | B               | 4          | 0          | CI              | 3               | 0               | -                  | -                  | -                  | -           | -           | -           | 7      | 0      |
| 2003-2004       | Standard Liegi  | D1              | 28         | 8          | CB              | 0               | 0               | -                  | -                  | -                  | -           | -           | -           | 28     | 8      |
| 2004-2005       | Mons            | D1              | 30         | 14         | CB              | 2               | 1               | -                  | -                  | -                  | -           | -           | -           | 32     | 15     |
| 2005-2006       | Gent            | D1              | 23         | 2          | CB              | 2               | 0               | Int                | 3                  | 0                  | -           | -           | -           | 28     | 2      |
| ago.-dic. 2006  | Zulte Waregem   | D1              | 12         | 1          | CB              | 1               | 2               | CU                 | 3                  | 0                  | SB          | 1           | 0           | 17     | 3      |
| gen.-giu. 2007  | Mons            | D1              | 10         | 0          | CB              | -               | -               | -                  | -                  | -                  | -           | -           | -           | 10     | 0      |
| 2007-2008       | Mons            | D1              | 13         | 0          | CB              | 1               | 0               | -                  | -                  | -                  | -           | -           | -           | 14     | 0      |
| Totale Mons     | Totale Mons     | Totale Mons     | 53         | 14         |                 | 3               | 1               |                    | -                  | -                  |             | -           | -           | 56     | 15     |
| 2008-2009       | Niger Tornadoes | PFL             | 20         | 3          | CN              | ?               | ?               | -                  | -                  | -                  | -           | -           | -           | 20+    | 3+     |
| 2009-2010       | Dessel Sport    | D3              | 3          | 0          | CB              | ?               | ?               | -                  | -                  | -                  | -           | -           | -           | 3+     | 0+     |
| Totale carriera | Totale carriera | Totale carriera | 175        | 31         |                 | 10+             | 3+              |                    | 6                  | 0                  |             | 1           | 0           | 192+   | 34+    |

### Cronologia presenze e reti in nazionale
| Cronologia completa delle presenze e delle reti in nazionale ― Nigeria | Cronologia completa delle presenze e delle reti in nazionale ― Nigeria | Cronologia completa delle presenze e delle reti in nazionale ― Nigeria | Cronologia completa delle presenze e delle reti in nazionale ― Nigeria | Cronologia completa delle presenze e delle reti in nazionale ― Nigeria | Cronologia completa delle presenze e delle reti in nazionale ― Nigeria | Cronologia completa delle presenze e delle reti in nazionale ― Nigeria | Cronologia completa delle presenze e delle reti in nazionale ― Nigeria |
| Data                                                                   | Città                                                                  | In casa                                                                | Risultato                                                              | Ospiti                                                                 | Competizione                                                           | Reti                                                                   | Note                                                                   |
| ---------------------------------------------------------------------- | ---------------------------------------------------------------------- | ---------------------------------------------------------------------- | ---------------------------------------------------------------------- | ---------------------------------------------------------------------- | ---------------------------------------------------------------------- | ---------------------------------------------------------------------- | ---------------------------------------------------------------------- |
| 20-6-2004                                                              | Luanda                                                                 | Angola                                                                 | 1 – 0                                                                  | Nigeria                                                                | Qual. Mondiali 2006                                                    | -                                                                      | 88’                                                                    |
| Totale                                                                 |                                                                        | Presenze                                                               | 1                                                                      |                                                                        | Reti                                                                   | 0                                                                      |                                                                        |

| Cronologia completa delle presenze e delle reti in nazionale ― Nigeria under 23 | Cronologia completa delle presenze e delle reti in nazionale ― Nigeria under 23 | Cronologia completa delle presenze e delle reti in nazionale ― Nigeria under 23 | Cronologia completa delle presenze e delle reti in nazionale ― Nigeria under 23 | Cronologia completa delle presenze e delle reti in nazionale ― Nigeria under 23 | Cronologia completa delle presenze e delle reti in nazionale ― Nigeria under 23 | Cronologia completa delle presenze e delle reti in nazionale ― Nigeria under 23 | Cronologia completa delle presenze e delle reti in nazionale ― Nigeria under 23 |
| Data                                                                            | Città                                                                           | In casa                                                                         | Risultato                                                                       | Ospiti                                                                          | Competizione                                                                    | Reti                                                                            | Note                                                                            |
| ------------------------------------------------------------------------------- | ------------------------------------------------------------------------------- | ------------------------------------------------------------------------------- | ------------------------------------------------------------------------------- | ------------------------------------------------------------------------------- | ------------------------------------------------------------------------------- | ------------------------------------------------------------------------------- | ------------------------------------------------------------------------------- |
| 26-2-2000                                                                       | Lagos                                                                           | Nigeria under 23                                                                | 1 – 0                                                                           | Uganda under 23                                                                 | Qualif. Olimpiadi 2000                                                          | -                                                                               | Uscita                                                                          |
| 12-3-2000                                                                       | Luanda                                                                          | Angola under 23                                                                 | 3 – 1                                                                           | Nigeria under 23                                                                | Qualif. Olimpiadi 2000                                                          | -                                                                               |                                                                                 |
| Totale                                                                          |                                                                                 | Presenze                                                                        | 2                                                                               |                                                                                 | Reti                                                                            | 0                                                                               |                                                                                 |

## Palmarès

### Club

#### Competizioni giovanili
- Torneo di Viareggio: 1

Milan: 1999

#### Competizioni nazionali
- Campionato italiano: 1

Milan: 1998-1999
- Campionato italiano di Serie B: 1

Siena: 2002-2003